# 今年の漢字

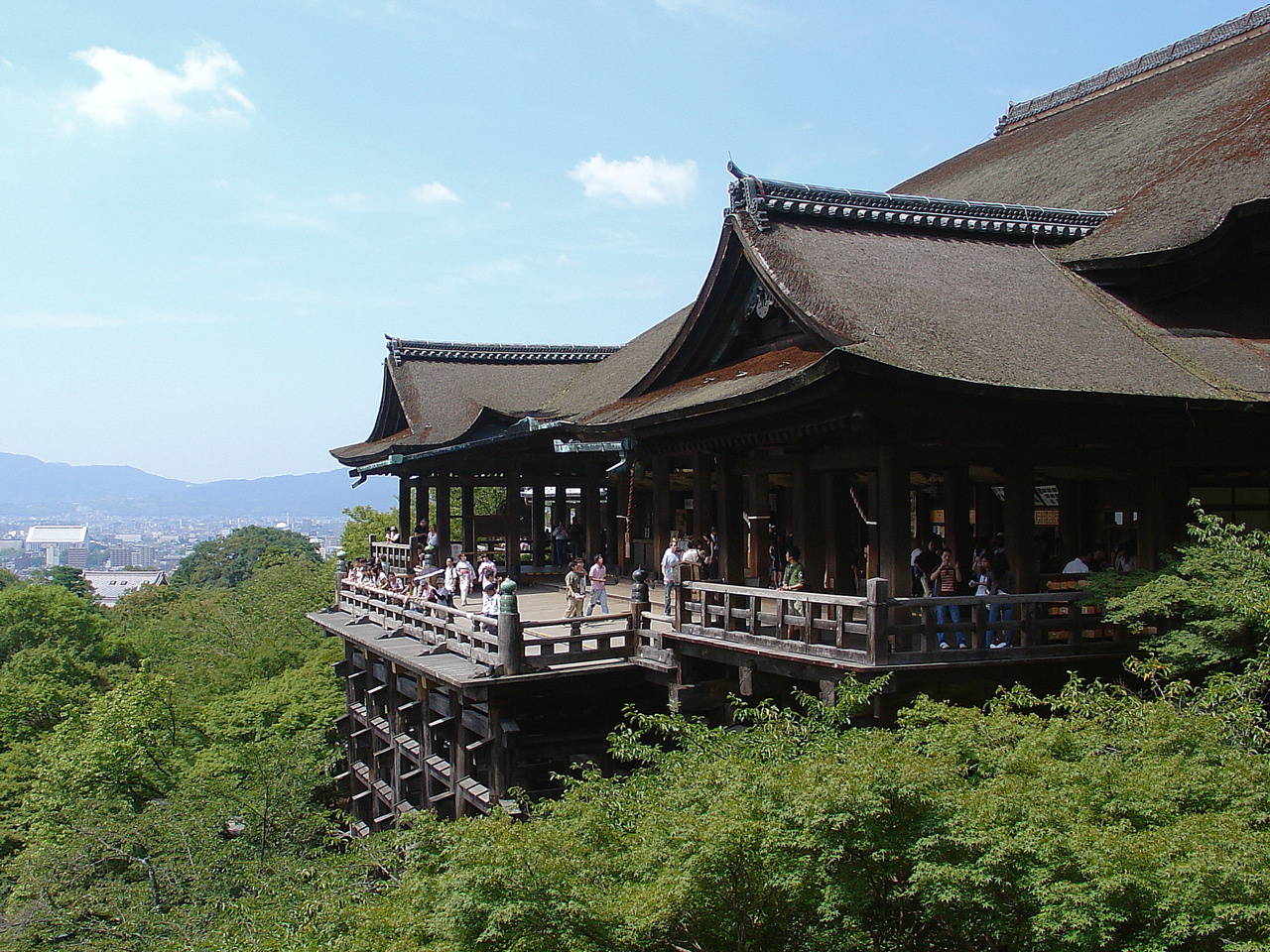
「今年の漢字」が発表される京都・清水寺

今年の漢字（ことしのかんじ）は、漢字（日本語漢字）一字を選びその年の世相を表す字であるとして決定、公表する日本漢字能力検定協会のキャンペーンである。
1995年（平成7年）に開始し、原則として毎年12月12日に発表される。

## 概要
公益財団法人日本漢字能力検定協会が、その年をイメージする漢字一字の公募を日本全国より行い、その中で最も応募数の多かった漢字一字を、その年の世相を表す漢字として、原則として12月12日の「漢字の日」の午後2時に京都府京都市東山区の清水寺で発表することになっている。ただし、当日が週末（土日）である場合は発表されず、その日の前後に発表される。選ばれた漢字を「今年の漢字」と呼ぶ。各メディアでも、「今年の漢字」の呼称が用いられる。
1995年（平成7年）に開始。発表時には、清水寺の奥の院舞台にて、日本漢字能力検定協会の理事も務めていた、清水寺貫主の森清範により、巨大な和紙に漢字一字が揮毫される。その後12月いっぱいまで本堂で一般公開されたのち、本尊の千手観世音菩薩に奉納される。第一生命保険のサラリーマン川柳、住友生命保険の創作四字熟語、自由国民社のユーキャン新語・流行語大賞、東洋大学の東洋大学現代学生百人一首などと並んで、その年の日本の世相を反映する指標の一つとして使われている。
発案者は、漢検協会が京都・祇園で運営する漢検漢字博物館・図書館（漢字ミュージアム）の参与を務める大野博史。1992年に食器輸入業から漢検協会に転職し、漢検の知名度を上げるため学校回りをしたが怪しげな業者と思われ門前払いされることが多く、「何か売りがあれば突破口になる」と考え当初閃いたのが“今日の漢字”だった。毎日ひとつの漢字を更新し当時協会が入っていたビル（阪急桂駅近く）から垂れ幕を下げ電車の車内から見てもらうというアイデアだったが、365日分の漢字を誰が選ぶのか、根拠のない漢字を取り上げても反響はないと考え、一年の世相を表す“今年の漢字”を全国から募る計画に変更した。発表場所も「飛び降りる覚悟でやらないといけない」と清水寺の舞台で行うことを思い立ち、清水寺に直談判し快諾を得ている。発表当日は大野が森貫主の横で筆に墨を含ませる係を担当している。
2009年（平成21年）は、いわゆる「漢検協会事件」が発生し、同協会の理事長とその息子の副理事長が同役職を辞任、その後逮捕される不祥事が起こったことから、森は協会理事を辞任し「今年の漢字」企画への協力も拒否する可能性を示唆したが、新体制の発足に伴って姿勢を軟化させ、同年も前例通りに、清水寺で森による揮毫が行われた。
発表の瞬間は民間放送の情報ワイドショー番組（『情報ライブ ミヤネ屋』〈讀賣テレビ放送制作／日本テレビ系〉や『ゴゴスマ -GO GO!Smile!-』〈CBCテレビ制作・TBSテレビ系〉）などで中継することが多い。また、近年では発表直前の12月上旬に、一部のニュース番組やワイドショーなどのマスメディアにおいて、当年のニュース回顧を兼ねて「今年の漢字」の予想を行ったり、当年話題になった芸能人や著名人に対し、その人にとっての「今年の漢字」がインタビューされることが恒例になりつつある。
なお「今年の漢字」は、日本漢字能力検定協会によって商標登録されている（第5247080号）。

## 補足
- 「今年の漢字」の発表にともなう揮毫は、森貫主がぶっつけ本番で書いている。発表当日の朝、漢検の理事長が「今年の漢字」を書いた紙を入れた茶封筒を清水寺の森のもとへ持参してくる。封筒には「親展」と書かれている。二重封筒を使用しているため、外からは見えない。舞台に立って開封するまで、森自身も「今年の漢字」を目にすることは出来ない。
- 森が揮毫に使用する筆は熊野筆で、穂があまり長いと墨が垂れるため書けず、逆に短いと墨持ちが悪いので、墨持ちを適度に保つために芯の部分に牛耳毛を用いている。
- 25回目の節目となった2019年以降は、揮毫に用いられる紙に京都伝統工芸大学校の学生による手漉きの黒谷和紙（縦1.5メートル×横1.3メートル）が用いられている。
- 「その年の世相を表す漢字」を決める試みは、他にも行われている。その例として佐竹秀雄武庫川女子大学教授と学生らによる研究がある。1997年の1年間の新聞3紙の朝刊社会面において、短期間に集中的に使われた漢字を抽出したランキングで、1位から順に「油」「少」「海」「殺」「総」「重」という結果になった。「油」「海」「重」はナホトカ号重油流出事故発生後に、「少」は神戸連続児童殺傷事件で少年の逮捕後に、「殺」は神戸連続児童殺傷事件やその他の殺人事件関連で、「総」は総会屋・株主総会関連で目立った。同年の日本漢字能力検定協会による「今年の漢字」とは対照的に、金融破綻に関する漢字は上位には登場しなかった[5]。
- 複数回選出された漢字は以下の通り。

| 漢字 | 回数 | 年                           |
| ---- | ---- | ---------------------------- |
| 金   | 5    | 2000、2012、2016、2021、2024 |
| 戦   | 2    | 2001、2022                   |
| 災   | 2    | 2004、2018                   |
| 税   | 2    | 2014、2023                   |

## 一覧
| 年     | 漢字 | 読み                                    | 選考理由 | 票数総数     | 2位3位 |
| ------ | ---- | --------------------------------------- | --- | ------------ | ------ |
| 1995年 | 震   | シン ふる-う ふる-える                  | 兵庫県南部地震（阪神・淡路大震災）発生。 東京都心で化学兵器による無差別テロ攻撃(地下鉄サリン事件)が発生し、世界に震撼と衝撃を与えたこと。 金融機関の倒産などによる社会不安の拡大。 | 0133712866   | 乱災   |
| 1996年 | 食   | ショク ジキ く-う く-らう た-べる は-む | 大阪府堺市などで発生したO157による集団食中毒の多発（堺市学童集団下痢症）、それによる学校給食などへの影響。 税金や福祉を「食いもの」にした汚職事件の多発。 牛海綿状脳症（狂牛病）の発生。 | 0104612376   | 菌汚   |
| 1997年 | 倒   | トウ たお-れる たお-す                  | 北海道拓殖銀行、山一證券をはじめ、相次ぐ大型企業の倒産や銀行の破綻。 サッカー日本代表が1998 FIFAワールドカップのアジア地区予選で強豪を倒してW杯初出場。 | 0137913526   | 破金   |
| 1998年 | 毒   | ドク                                    | 和歌山毒物カレー事件の余波で毒物混入事件が多発。 ダイオキシンなど有毒物質に対する不安の高まり。 当時社会問題となった環境ホルモン。 反町隆史が歌った「POISON」が流行したことなど。 | 0269313100   | 不乱   |
| 1999年 | 末   | マツ バツ すえ                          | 1000年代、1900年代、1990年代の最後。 東海村JCO臨界事故発生。 翌年への「末広がり」の期待を込めて。 | 0107720430   | 乱核   |
| 2000年 | 金   | キン コン かね かな こがね              | シドニーオリンピックで、女子フルマラソンの高橋尚子、女子柔道の田村亮子が金メダル。 金大中と金正日による初の南北首脳会談。 長寿姉妹のきんさんぎんさんの成田きんが逝去。 二千円紙幣誕生。 | 0136623323   | 乱新   |
| 2001年 | 戦   | セン いくさ たたか-う                   | アメリカ同時多発テロ事件発生。当時のターリバーン政権が首謀者引き渡しに応じなかったことをきっかけにアメリカのアフガニスタン侵攻(対テロ戦争)が始まる。 | 0228536097   | 狂乱   |
| 2002年 | 帰   | キ かえ-す かえ-る                      | 初の日朝首脳会談により、北朝鮮に拉致された日本人が日本に帰国。 日本経済がバブル期より以前の水準に復帰。 レトロソングのリバイバルヒット。 | 0351860144   | 北拉   |
| 2003年 | 虎   | コ とら                                 | 阪神タイガースが18年ぶりにリーグ優勝。 イラク戦争の勃発、「虎の尾を踏む」ような自衛隊イラク派遣。 | 1770987410   | 戦乱   |
| 2004年 | 災   | サイ わざわ-い                          | 新潟県中越地震、新潟・福島豪雨、福井豪雨、台風23号をはじめとする台風の連続上陸、浅間山の噴火など、国内で自然災害が多かったこと。 美浜発電所の事故や三菱リコール隠し。 | 2093691630   | 韓震   |
| 2005年 | 愛   | アイ いと-しい                          | 愛知県で愛・地球博(万博)の開催。 紀宮清子内親王と黒田慶樹が結婚。 卓球の福原愛の中国での活躍をはじめ、「あいちゃん」という愛称の女性の活躍が目立ったこと。 親が子を、子が親を殺すなど「愛の無い事件」が目立ったこと。 | 0401985322   | 改郵   |
| 2006年 | 命   | メイ ミョウ いのち みこと               | 悠仁親王誕生。 小中学生の自殺多発。 北朝鮮の核実験。 臓器移植事件、医師不足などによる命の不安。 | 0836392509   | 悠生   |
| 2007年 | 偽   | ギ いつわ-る にせ                       | 不二家をはじめ、「白い恋人」や「赤福餅」など、食品表示偽装が次々と表面化。 年金記録問題の発覚。 防衛省の汚職事件の発覚。 テレビ番組『発掘!あるある大事典II』による捏造問題。→ウィキニュース | 1655090816   | 食嘘   |
| 2008年 | 変   | ヘン か-わる か-える                    | 日本の内閣総理大臣交代やアメリカのオバマ次期大統領の演説「チェンジ（変革）」。 株価暴落や円高ドル安などの経済の変化。 食の安全性に対する意識の変化。 世界的規模の気象異変による地球温暖化問題の深刻化。 スポーツや科学の分野での日本人の活躍に表れた時代の変化。→ウィキニュース | 006031111208 | 金落   |
| 2009年 | 新   | シン あたら-しい あら-た にい           | 自由民主党と公明党に替わる民主党を中心とした鳩山由紀夫新政権発足。 アメリカのバラク・オバマ新大統領就任。 裁判員制度や高速道路料金割り引きなど、様々な新制度の施行。 新型インフルエンザの流行。 スピード社の高速水着による競泳の世界新記録ラッシュ。 イチローの9年連続200本安打の新記録。 | 014093161305 | 薬政   |
| 2010年 | 暑   | ショ あつ-い                            | 観測史上1位の猛暑や非常に厳しかった残暑により熱中症にかかる人が多発。これに伴い野菜価格が高騰し、熊なども人里に出没。 地中の「暑い」中から作業員全員が生還したコピアポ鉱山落盤事故。 1万℃の突入温度から宇宙探査機「はやぶさ」が帰還。 | 014537285406 | 中不   |
| 2011年 | 絆   | ハン バン きずな ほだ-す                | 東北地方太平洋沖地震（東日本大震災）をはじめ、台風などによる大雨被害（平成23年7月新潟・福島豪雨、台風12号）、ニュージーランド地震、タイ洪水など国内外における大規模自然災害の発生や、ワールドカップに優勝したサッカー日本女子代表「なでしこジャパン」の活躍を見た多くの日本人が、「絆」の大切さを改めて感じた1年だったこと。 | 061453496997 | 災震   |
| 2012年 | 金   | キン コン かね かな こがね              | 自立式電波塔として世界一の高さとなった東京スカイツリーの開業、ロンドンオリンピックでの過去最多のメダルラッシュ、山中伸弥（京都大学教授）のノーベル賞受賞など数々の「金字塔」が打ち立てられたこと。 932年ぶりに全国的に観測された金環日食や、21世紀最後の金星の太陽面通過といった「金」に関係する天文現象があったこと。 消費税や生活保護など「カネ」に関わる問題の多発。 「金」は2000年にも選出されており、初めて複数回選出された漢字になった。 | 009156258912 | 輪島   |
| 2013年 | 輪   | リン わ                                 | 2020年夏季五輪の東京招致成功。 東北楽天ゴールデンイーグルスが球団創設以来初となるリーグ優勝・日本一達成、東北に歓喜の輪が作られたこと。 台風第26号による伊豆大島災害や台風第30号によるレイテ島（フィリピン）災害に対する日本各地並びに世界各国からの支援の輪が広がったこと。 | 009518170290 | 楽倍   |
| 2014年 | 税   | ゼイ セイ みつぎ ちから                 | 17年ぶりの消費税増税とそれに伴い生活環境が大きく変化したこと。 森貫主は「国民の多くが税に厳しい目を持っているということではないか」と話している。 | 008679167613 | 熱嘘   |
| 2015年 | 安   | アン やす さだ いずく-んぞ              | 安倍内閣による安保関連法案の成立が注目を集めたこと。 韓国人による靖国神社爆発テロ事件や旭化成によるマンション傾斜問題など住環境や暮らしに対する不安。 イスラム国による日本人拘束事件やパリ同時多発テロ事件に対するテロ不安と、世界の平和(平安)を願う思い。 TPPに伴う食の安全への関心の高まり。 お笑い芸人・とにかく明るい安村のギャグ「安心して下さい、穿いてますよ」の流行。 | 005632129647 | 爆戦   |
| 2016年 | 金   | キン コン かね かな こがね              | リオデジャネイロオリンピックでの日本人選手の金メダルラッシュ、MLB・イチローの通算3000安打達成やレスリング・伊調馨の五輪4連覇など数々の金字塔が打ち立てられたこと。 舛添要一前東京都知事の政治資金私的流用、豊洲市場移転延期や東京オリンピック会場見直しなどの東京都の財政や税金運用に関する問題、富山市議会を始めとする地方議会議員の政務活動費の不正運用の発覚やそれに伴う議員の辞職など「政治とカネ」にまつわる問題が顕著になったこと。 日本銀行によるマイナス金利などの金融政策が注目を集めたこと。 金髪でお金持ちの不動産王・ドナルド・トランプがアメリカ大統領選挙に当選。 YouTubeで「PPAP」の動画が世界的に大ヒットしたピコ太郎の衣装が全身金色であること。 「金」は2012年以来4年ぶり3回目の選出となった。 | 006655153562 | 選変   |
| 2017年 | 北   | ホク ハイ きた そむ-く に-げる          | 北朝鮮による度重なるミサイル発射や核実験強行により、朝鮮半島情勢が緊迫化。 九州北部豪雨による甚大災害の発生。 前年の北海道産ジャガイモ不作による供給遅滞の影響でポテトチップスの販売が一時停止となったこと。 大リーグ・エンゼルスへの移籍が決定した大谷翔平と、ドラフト1位で入団が決定した清宮幸太郎など、北海道日本ハムファイターズの動向への関心が高まったこと。 北島三郎が所有する競走馬キタサンブラックの活躍。 葛飾北斎展覧会が日本国内で盛況であったこと。 | 007104153594 | 政不   |
| 2018年 | 災   | サイ わざわ-い                          | 平成30年北陸豪雪、平成30年7月豪雨（西日本豪雨）、大阪府北部地震、北海道胆振東部地震、台風第21号など自然災害の脅威を痛感した年であったこと。 レスリング、体操などのスポーツ界に於けるパワーハラスメント問題や財務省の公文書改竄（書き換え）問題などといった人為的災害が顕著であったこと。 7月・8月の時期に酷暑となり、「災害級の暑さ」という表現が気象庁によって用いられたこと。 免震装置のデータ偽装、「スーパーボランティア」の活躍など、災害に対する意識に影響する出来事があったこと。 「災」は2004年以来14年ぶり2回目の選出となった。 | 020858193214 | 平終   |
| 2019年 | 令   | レイ リョウ いいつけ おさ よ-い         | 初めて国書（万葉集）を出典とする新元号「令和」への改元。これにより日本国民の多くが新しい時代の幕開けを実感したこと。また「令和」が日本の古典を出典とした元号であったために日本の伝統文化を再認識する縁となったことや、「令」の意味に「素晴らしい」、「良い」、「立派な」、「敬う」などの意が表され、漢字が持つ意味の奥深さや、書き方を改めて人々が知る機会が生じたこと。 また本年は法令（消費税法）改正に伴う消費税の増税、芸能界に於ける各種の法令違反事案（闇営業問題、薬物事件、脱税問題など）が世間の耳目を集めたこと、更に台風や大雨によって千葉県や長野県を始めとする各地で災害が相次ぎ、警報発令や避難勧告、避難指示が発令されたこと。                                                                    | 030427216325 | 新和   |
| 2020年 | 密   | ミツ ビツ ひそ-かに こま-かい           | 新型コロナウイルス感染症（COVID-19）が世界的に流行し、自治体からも「NO! 3密（密閉・密集・密接）」が掲げられるなど、人々が常に「密」を意識しながら生活したこと。また「密」を避けるために提唱された新しい生活様式の中で、大切な人との関係がより密接になったことから、人との繋がりの大切さを再認識する機会にもなった。 日本学術会議新規会員の一部任命拒否や著名人の薬物事件、不純行動など「秘密裏」に行われたとされる出来事が報道され、世の関心が集まったことなど。 | 028401208025 | 禍病   |
| 2021年 | 金   | キン コン かね かな こがね              | 東京オリンピック・パラリンピックにおける日本人選手の金メダルラッシュ。大谷翔平や藤井聡太、松山英樹による金字塔の打ち立て。新型コロナウイルス感染症の流行に伴う支援金の支給。新しい500円硬貨の発行開始。新紙幣の印刷開始。育児中の世帯への特別給付金の議論。眞子内親王の結婚に伴う一時金辞退など、皇族・小室家の金の問題。政治とカネの問題。 「金」は2016年以来5年ぶり4回目の選出となった。 | 010422223733 | 輪楽   |
| 2022年 | 戦   | セン いくさ たたか-う                   | ロシアのウクライナ侵攻により「戦」争の恐怖を世界的に目の当たりにした1年であったこと、また、物価高や円安などの経済情勢の変動で民衆の生活を守る戦いがあったこと、更に2022年北京オリンピックや2022 FIFAワールドカップカタール大会、MLBの大谷翔平の活躍など、スポーツでの熱戦、挑戦が繰り広げられたこと。 「戦」は2001年以来21年ぶり2回目の選出となった。 | 010804223768 | 安楽   |
| 2023年 | 税   | ゼイ セイ みつぎ ちから                 | 税に関する話題が多く取り上げられたこと。 1年を通して増税議論が活発に行われたことや、所得税・住民税の定額減税、インボイス制度やふるさと納税など、多岐に渡る税にまつわる話題が取りざたされたことから。 「税」は2014年以来9年ぶり2回目の選出となった。 | 005976147878 | 暑戦   |
| 2024年 | 金   | キン コン かね かな こがね              | 自由民主党国会議員などによる『裏金』、金目当ての闇バイト、103万の壁、物価高騰などお金にまつわる問題。新紙幣の発行、佐渡金山の世界遺産登録、 パリオリンピック・パリパラリンピックでの日本選手団の金メダル獲得で日本中が大いに沸き立ったこと、大谷翔平選手のメジャーリーグでの値千金の記録など。 「金」は2021年以来3年ぶり5回目の選出となった。 | 012148221971 | 災翔   |

## 各国の同様のイベント
日本以外の漢字文化圏においても、2000年代以降、同様のイベントが開催されている。
中華人民共和国
2006年（平成18年）から、国家言語資源観測研究センター付属のメディア言語分析センターが、「漢語盤点」（汉语盘点）として「今年の漢字」を発表。同年の「今年の漢字」は、国内部門では「炒」、国際部門では「乱」となった。
中華民国（台湾）
2008年（平成20年）に、台北市文化局が主催となり「今年の漢字」（台灣年度代表字大選）を開始。最初の漢字は「亂」（乱）。
シンガポール
2011年（平成23年）から、最大の華僑系新聞社聯合早報が主催し、同年を代表する漢字1文字を「今年の漢字」（新加坡年度汉字）として発表。
マレーシア
2011年（平成23年）から、マレーシアの華僑系住民の団体であるマレーシア中華大会堂総会、マレーシア漢文化センター、マレーシア中国語新聞編集者協会が共催し、同年を代表する漢字1文字を「今年の漢字」（马来西亚年度汉字）として発表。